# Scottish fold
Scottish Fold är en kattras som är känd för sina vikta, ibland förvridna, öron.  Det är nära besläktad med Scottish Straight, som den ofta samavlas med. En Scottish Straight avlas med bärare av Fold-anlaget (då dubbelt fold-anlag är dödligt). Som resultat får man blandade kullar, där ungarna med vanliga raka öron registreras som Straight, ungarna med vikta/förvridna öron - Fold. Man skiljer mellan enkelvikta och dubbelvikta öron. Det enkelvikta örat hänger framåt, medan det dubbelvikta nästan ska nudda kattens päls.
I Sverige ställs Scottish Fold ut inom WCF (World Cat Federation) men är inte erkända av Sveriges Raskattklubbars Riksförbund, SVERAK.
Scottish Fold-katter har hög benägenhet för den ärftliga sjukdomen osteokondrodysplasi, en form av progressiv dysplasi som innebär gradvis förvärrande ben- och broskdeformationer. Sjukdomen leder till ledinflammation, bristande rörlighet och grav kronisk smärta.
Enligt Jordbruksverket är det i Sverige olagligt att avla kattraser med "sjukdomar eller funktionshinder som kan nedärvas".

## Utseende i övrigt
Scottish fold liknar brittiskt korthår, som rasen härstammar ifrån. Den finns både som korthårig och som långhårig, men korthårig är vanligast. Den har runt ansikte med runda ögon. Kroppen är kort och kraftig.

## Temperament
Scottish fold är lugna och vänliga. De brukar inte klättra så högt.